# Twórczość (miesięcznik)
Twórczość – polski miesięcznik literacki, najstarsze polskie pismo literackie, ukazujące się od sierpnia 1945, początkowo w Krakowie, a od 1950 w Warszawie. Profil „Twórczości” obejmuje przede wszystkim publikację współczesnej polskiej poezji i prozy, eseje poświęcone literaturze polskiej i światowej oraz ocenę dzieł literackich.

## Historia i redaktorzy
W latach 1955–1980, kiedy redaktorem naczelnym pisma był Jarosław Iwaszkiewicz, w redakcji pracowali m.in.: Anna Kamieńska, Marta Fik, Julian Stryjkowski, Ziemowit Fedecki, Andrzej Kijowski, Henryk Bereza, Artur Międzyrzecki, Zdzisław Najder, Wojciech Karpiński, Jerzy Lisowski.
Wśród najważniejszych stałych rubryk w historii miesięcznika należy wyróżnić ukazujące się od 1968 „Przeglądy Prasy” przekształcone następnie przez objętego zakazem druku pod nazwiskiem Andrzeja Kijowskiego w słynne „Kroniki Dedala”. Ukazywały się one na łamach „Twórczości” do 1984. Także od 1977 do 2005 w „Twórczości” publikował swoje teksty Henryk Bereza; ukazywały się one pod wspólnym tytułem Czytane w maszynopisie. Do najdłużej współpracujących z miesięcznikiem pisarzy polskich należał Tadeusz Różewicz, który na łamach miesięcznika publikował od roku 1946, ogłaszał tu wiersze, poematy, tłumaczenia, opowiadania (np. Śmierć w starych dekoracjach) oraz poematy prozą (m.in. Złowiony). W roku 2017 nakładem Wrocławskiego Wydawnictwa Warstwy ukazał się tom Tadeusza Różewicza Wiersze i poematy z Twórczości (1946–2005).
W ostatnich latach stałą rubrykę autorską, w każdym roku inną, mieli Tadeusz Komendant, Szymon Wróbel, Michał Mrugalski, Andrzej Nowak, Janusz Drzewucki, Marek Sołtysik i Jerzy Olek.
Redaktorami „Twórczości” są m.in. Leszek Bugajski, Janusz Drzewucki, Rajmund Kalicki, a sekretarzem redakcji Aneta Wiatr. Redakcja miesięcznika mieści się w Warszawie przy ulicy Wiejskiej 16.

## Redaktorzy naczelni
Redaktorami naczelnymi „Twórczości” byli kolejno: 
- w latach 1945–1949 Kazimierz Wyka (pierwszy numer został formalnie podpisany przez Leona Kruczkowskiego)[5]
- w latach 1950–1954 Adam Ważyk[5]
- w latach 1955–1980 Jarosław Iwaszkiewicz[5]
- w latach 1981–2004 Jerzy Lisowski[6]
- w latach 2004–2020 Bohdan Zadura[7]
- w latach 02.2021–12.2024 Mateusz Werner[8]
- od stycznia 2025 redaktorem naczelnym jest Darek Foks[9][10]

## Wydawcy
Od 1945 do końca marca 2010 wydawany był kolejno przez Spółdzielnię Wydawniczą „Czytelnik”, Wydawnictwa Artystyczne i Filmowe, Wydawnictwo Współczesne i Bibliotekę Narodową.
Od 1 kwietnia 2010 wydawcą „Twórczości” jest Instytut Książki.